# 洛厄里冰川
82°35′S 163°15′E / 82.583°S 163.250°E
洛厄里冰川（英語：Lowery Glacier）是南極洲的冰川，全長約110公里，流經伊麗莎白女王嶺，最終注入尼姆羅德冰川，該冰川以新西蘭探險隊的成員命名。